# 愛迪生獎 (印度)
愛迪生獎（英語：Edison Awards）是自2009年以來為泰米爾電影界人士舉辦的年度頒獎典禮，名稱來自電影發明人托马斯·爱迪生。頒獎典禮透過泰米爾語電視覆蓋七個國家，其中主要廣播公司Astro位於馬來西亞。
頒獎典禮主要由其創始人J·塞爾瓦·庫馬爾（J. Selva Kumar）組織，並由MyTamilMovie.com主辦。近年來的主要贊助商是捷特航空和威迪奧控。
頒獎典禮節目還透過人才搜尋分析、專業泰米爾語代唱歌手及年輕新秀和舞者的現場音樂會來增強內容。該獎項以大眾評選為理念，透過網路、簡訊、電話等方式投票評選。

## 外部連結
- 官方网站